# Ack, min själ, hav gladligt mod
Ack, min själ, hav gladligt mod är en gammal psalm som är nitton verser lång. Psalmen skrevs av Abraham Falk 1673 och bearbetades långt senare av Johan Olof Wallin 1816 till en psalm med nio verser. 
Psalmen inleds 1695 med orden:
Ach! min siäl haf lustigt modh
Hoppas atijd uppå Gudh
Enligt 1697 års koralbok skall psalmen sjungas till melodin för psalmen Lova Herren Gud, min själ (1695 nr 107, 1937 nr 14). Men enligt 1937 års psalmbok skall man använda den nyare melodin av Johan Fredric Lagergren, komponerad 1871 till Loven Gud i himmelshöjd (1937 nr 11), som då också anges vara B-melodi för "Lova Herren Gud min själ".
|  |
|  |

## Publicerad som
- Nr 287 i 1695 års psalmbok under rubriken "Psalmer i Bedröfwelse, Korss och Anfächtning".
- Nr 231 i 1819 års psalmbok under rubriken "Kristligt sinne och förhållande - I allmänhet: Förhållandet till Gud: Lydnad för Guds vilja och frimodighet under hans beskydd".
- Nr 504 i Sionstoner 1889
- Nr 453 i Sionstoner 1935 under rubriken "Nådens ordning: Trosliv och helgelse".
- Nr 314 i 1937 års psalmbok under rubriken "Trons glädje och förtröstan".